# New England Tea Men
El New England Tea Men fue un equipo de fútbol de los Estados Unidos que alguna vez jugaron en la North American Soccer League, la desaparecida liga de fútbol más importante del país.

## Historia
Fue fundado en el año 1978 en la ciudad de Foxboro y su propietario era la compañía Lipton y su nombre se debía a la celebración de la Fiesta del té de Boston.
En su primera temporada contrataron al delantero del Charlton Athletic FC Mike Flanagan, quien ganó el título de jugador más valioso de la temporada y ayudó al equipo a ganar el título divisional.
En las siguientes temporadas no corrieron con la misma suerte, ya que Flanagan fue recontratado por el Charlton y se quedó en Inglaterra luego de que un intento de transferencia fracasó, y el club fue lanzado del Schaffer Stadium (su sede) por los dueños del Bay State Raceway, quienes eran vecinos y se quejaban de que las horas de los partidos intervenían con las carreras. En la temporada de 1979 jugaron en el Nickerson Field, pero luego retornaron a su sede original luego de llegar a un acuerdo con el Bay State Raceway en la que pactaron de que los partidos no se jugaran el mismo día que los días en los que había carreras, provocando que los partidos se jugaran principalmente los días lunes, causando que la asistencia a los juegos disminuyera.
Debido a problemas financieros relacionados con la solvencia económica en el estado de Massachusetts se mudaron a Jacksonville, Florida y pasaron a llamarse los Jacksonville Tea Men.

## Palmarés
- Títulos de División: 1

División Sur - 1983

## Temporadas
| Año     | Liga        | G  | P  | Pts | Temporada regular                        | Playoffs                                        | Asistencia |
| ------- | ----------- | -- | -- | --- | ---------------------------------------- | ----------------------------------------------- | ---------- |
| 1978    | NASL        | 19 | 11 | 165 | 1.ª División Este, Conferencia Americana | Eliminado en la 1.ª Ronda (ante Ft. Lauderdale) | 12,064     |
| 1979    | NASL        | 12 | 18 | 110 | 4.ª División Este, Conferencia Americana | No Clasificó                                    | 6,562      |
| 1979-80 | NASL Indoor | 2  | 10 | —   | 5.ª División Este                        | No Clasificó                                    |            |
| 1980    | NASL        | 18 | 14 | 154 | 3.ª División Este, Conferencia Americana | Eliminado en la 1.ª Ronda (ante Tampa Bay)      | 8,748      |

## Jugadores destacados
| - Jean-Pierre Tokoto (1980) - Jack Carmichael (1980) - Larry May (1978) - Keith Weller (1978-80) | - Brian Alderson (1978-79) - Kevin Welsh (1978-81) - Arnie Mausser (1980) |